# Chataignier (Louisiane)
Chataignier est un village de l'État américain de la Louisiane, située dans la paroisse d'Evangeline. Selon le recensement de 2000, sa population est de 383 habitants.
Parmi les premiers colons à s'installer dans cet endroit, il y eut un mexicain, Ursiana Manuel qui obtint une concession, sur le domaine de "Chataignier", par le régime espagnol lors de la période de domination espagnole sur la Louisiane française.  D'autres colons s'installèrent également, tels que Jacques Fontaine, Louis Redan, le général de Garis Flaugeac, Artemon Lafleur, et Valentin Savoie. La culture du coton  fut développée et exploitée dans de grandes plantations autour du village de Chataigner. 
Les colons de Chataignier étaient principalement catholiques. La deuxième plus ancienne église de la paroisse d'Evangeline a été fondée à Chataignier. Les archives louisianaises[Lesquelles ?] indiquent qu'il y a eu d'abord une mission à Opelousas dès 1856 mais que, en 1869, fut créée une paroisse distincte, appelée Notre-Dame du Mont Carmel. Une église a été construite, dont le Père Jean Baptiste Bré fut le premier curé.